# La Roqueta (Borredà)
La Roqueta és una muntanya de 903 metres que es troba al municipi de Borredà, a la comarca catalana del Berguedà.